# Лігота-Олеська
Лігота-Олеська (пол. Ligota Oleska) — село в Польщі, у гміні Радлув Олеського повіту Опольського воєводства.
Населення — 466 осіб (2011).
У 1975—1998 роках село належало до Ченстоховського воєводства.

## Демографія
Демографічна структура станом на 31 березня 2011 року:
|          | Загалом | Допрацездатний вік | Працездатний вік | Постпрацездатний вік |
| -------- | ------- | ------------------ | ---------------- | -------------------- |
| Чоловіки | 218     | 37                 | 150              | 31                   |
| Жінки    | 248     | 54                 | 136              | 58                   |
| Разом    | 466     | 91                 | 286              | 89                   |